# Timon d'Athènes
 (novembre 2023).
Si vous disposez d'ouvrages ou d'articles de référence ou si vous connaissez des sites web de qualité traitant du thème abordé ici, merci de compléter l'article en donnant les références utiles à sa vérifiabilité et en les liant à la section « Notes et références ».
La Vie de Timon d'Athènes est une pièce de théâtre considérée inachevée par de nombreux spécialistes, notamment Frank Kermode écrite par William Shakespeare vers 1607 ou 1608. Il est possible que certaines parties soient rédigées par Thomas Middleton

## Présentation
Le drame se distingue de ses autres tragédies, notamment par la simplicité de l'intrigue.
La pièce possède une construction particulière avec plusieurs ellipses et, pour cette raison, est souvent considérée comme inachevée ou rédigée par plusieurs auteurs voire comme une pièce expérimentale. Elle est habituellement classée dans les tragédies, bien que certains spécialistes la classent dans les « pièces à problème » (voir la classification des œuvres de Shakespeare), considérant qu'elle relève de la « comédie » malgré la mort tragique du personnage principal.

## Personnages
- Timon, noble athénien
- Lucius
- Lucullus
- Sempronius, seigneurs adulateurs
- Ventidius, un des amis déloyaux de Timon
- Alcibiade, capitaine athénien
- Apemantus, philosophe revêche
- Flavius, intendant de Timon
- Un poète, un peintre, un joaillier et un marchand
- Un vieil Athénien
- Flaminius
- Lucilius
- Servilius, serviteurs de Timon
- Caphis
- Philotus
- Titus
- Hortensius
- et d'autres, serviteurs des créanciers de Timon et des seigneurs
- Un page, un Bouffon, trois étrangers
- Phrynia
- Timandra, maîtresses d'Alcibiade

- Cupidon et des Amazones dans la mascarade.
- D'autres seigneurs, sénateurs, officiers, bandits et gens de la suite.

## Origines
Les sources d'inspiration de Shakespeare sont « Timon le Misanthrope » d'après la traduction par Thomas North de la Vie de Marc Antoine de Plutarque et, peut-être, un dialogue de Lucien, Timon, le misanthrope. Il n'existe aucun document qui prouve que la pièce ait été jouée du vivant de Shakespeare.

## Musique
En 1678, Henry Purcell qui a adapté nombre des œuvres de Shakespeare en musique, met en musique une réécriture de la pièce de Thomas Shadwell qui est lui librettiste de l'opéra que Purcell compose.

## Représentations
- 1908 : au Théâtre de l'Odéon à Paris, adaptation d'Émile Fabre, mise en scène de Firmin Gémier, dans le rôle-titre Edouard de Max
- 1974 : au théâtre des Bouffes du Nord à Paris, adaptation de Jean-Claude Carrière, mise-en-scène de Peter Brook
- 2009 : à la Maison de la Poésie à Paris, Timon d'Athènes Shakespeare and slam, adaptation en partie slammée et rappée, mise en scène de Razerka Ben Sadia-Lavant[4]
- 2017 : au Théâtre de la Tempête (Cartoucherie de Vincennes), mise en scène de Cyril le Grix